# 四人の警察官構想
四人の警察官構想（よにんのけいさつかんこうそう）とは、1943年にアメリカ合衆国のフランクリン・ルーズベルト大統領がカイロ会談、テヘラン会談を通して主張した構想である。連合国共同宣言署名の四大国のアメリカ合衆国、イギリス、ソビエト連邦、中華民国が世界平和の維持に当たるという戦後の国際連合と国際連合憲章の基礎になった。

## 四人の警察官

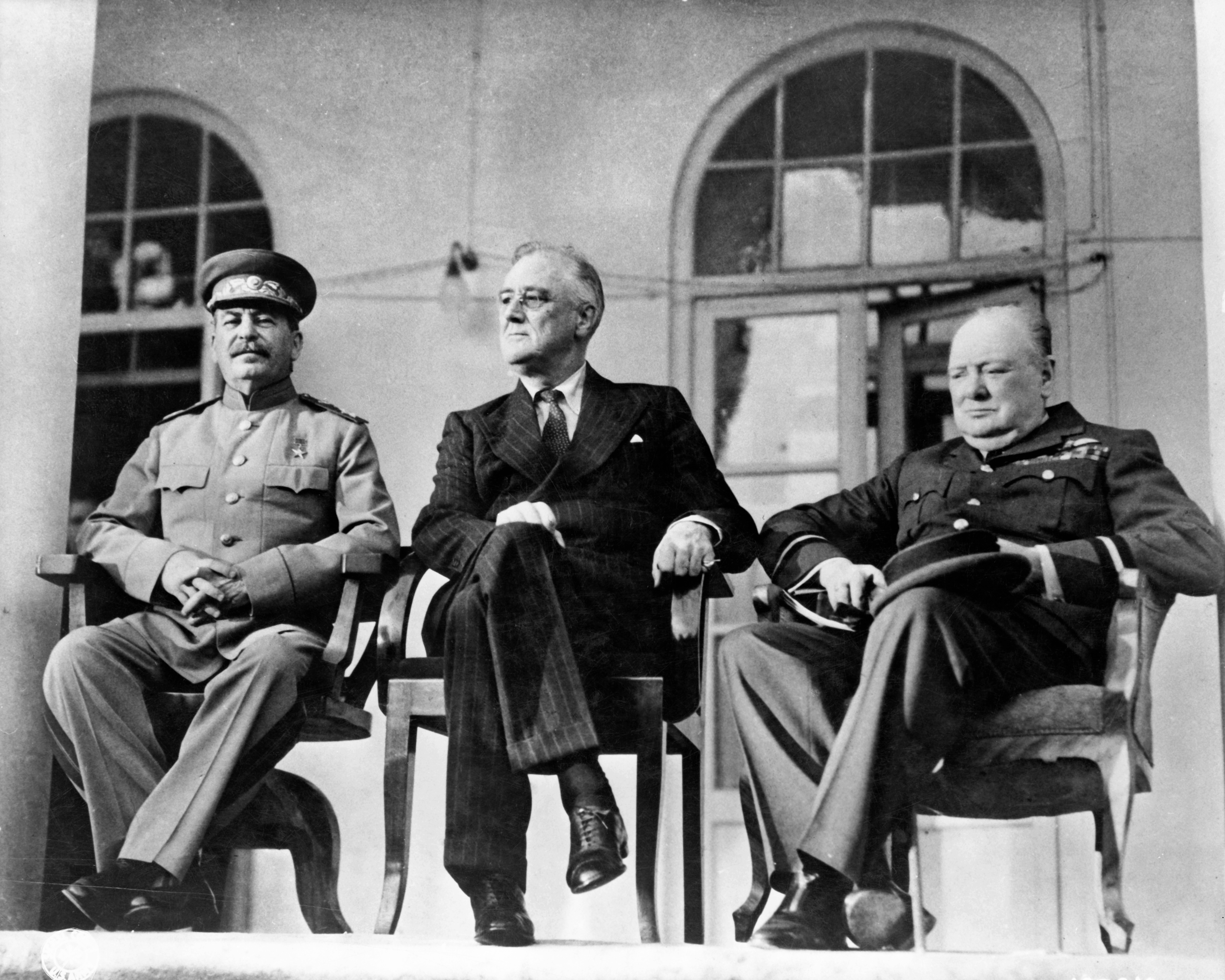
テヘラン会談（左からスターリン、ルーズベルト、チャーチル）

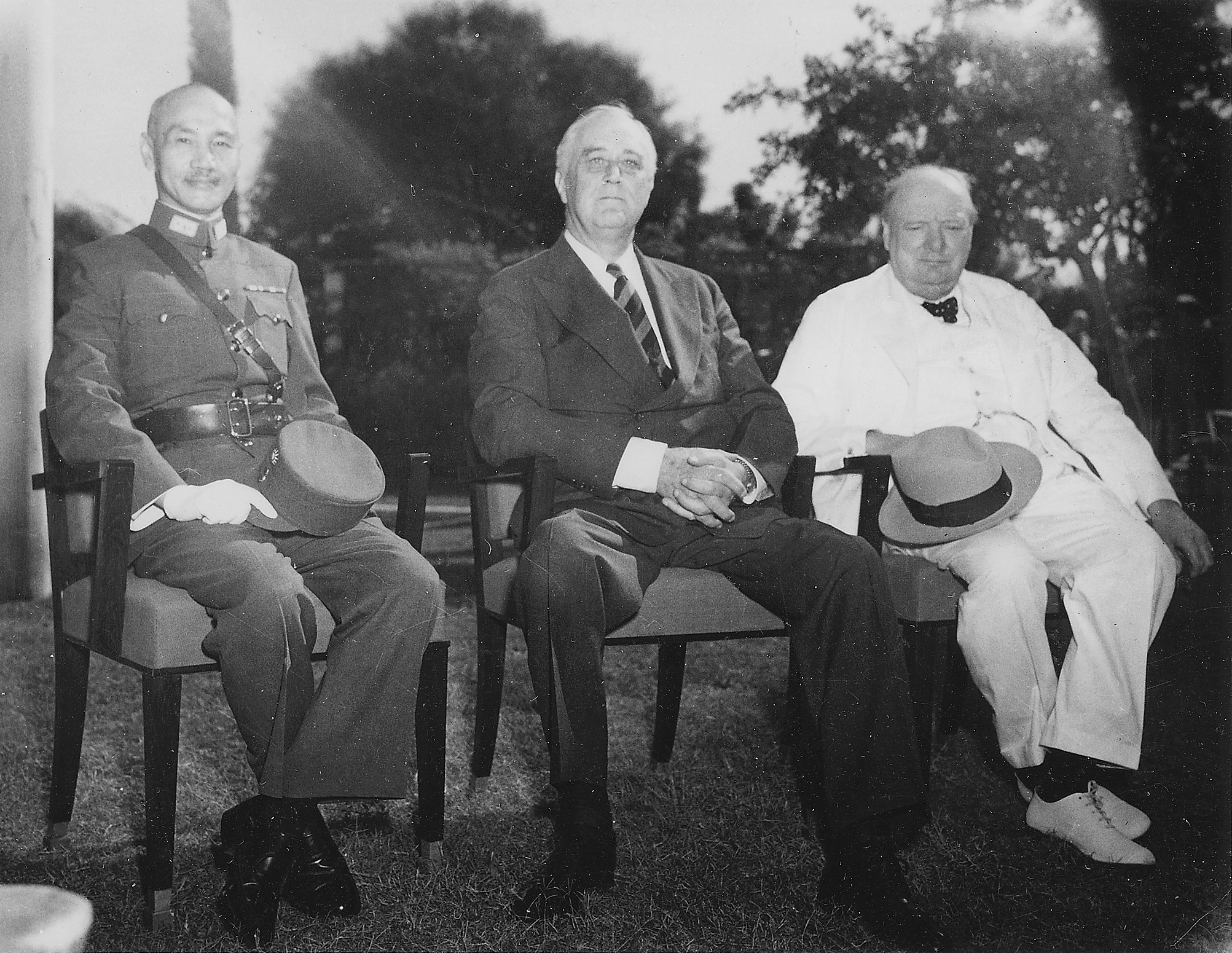
カイロ会談（左から蔣介石、ルーズベルト、チャーチル）

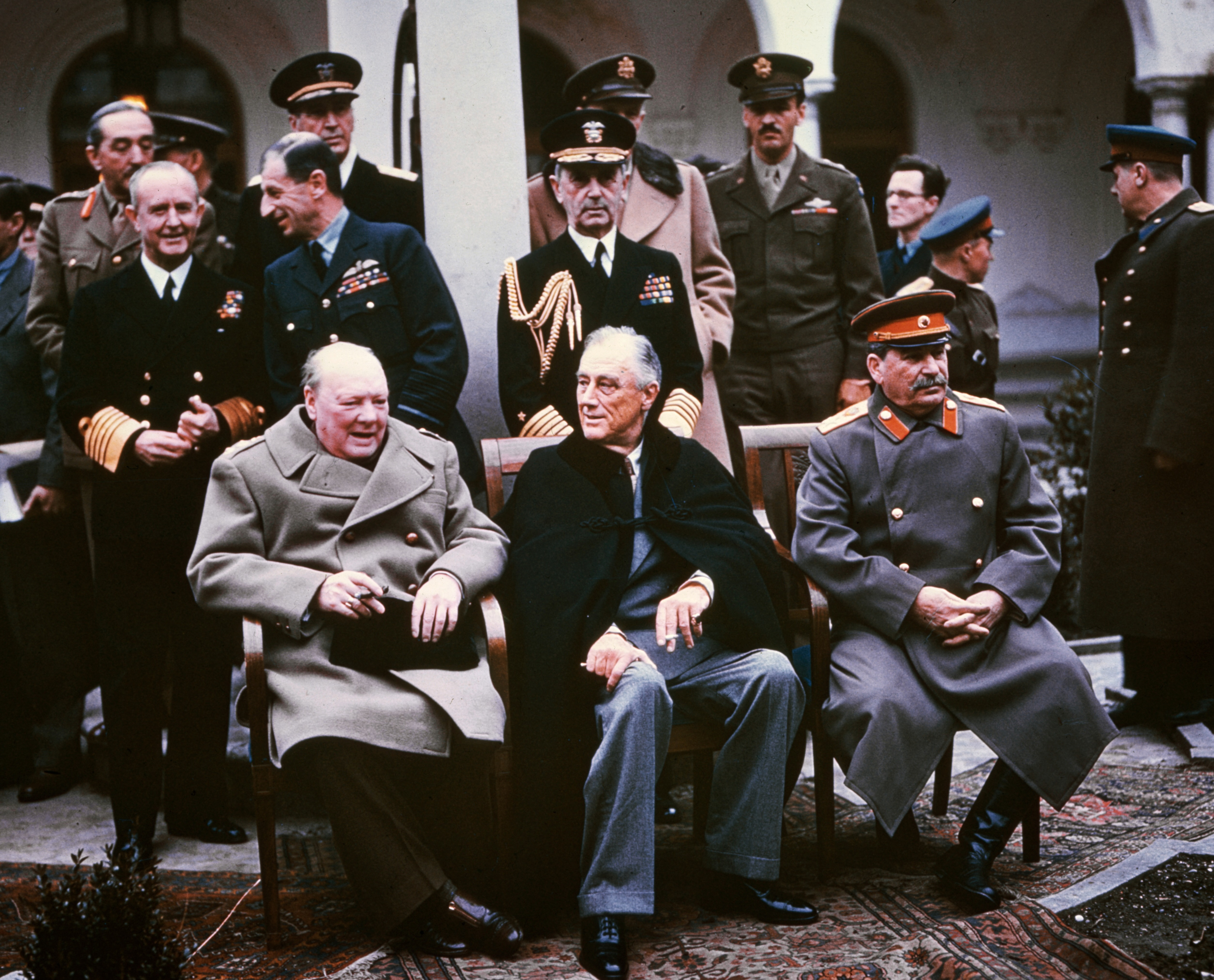
ヤルタ会談（中央ソファー左からチャーチル、ルーズベルト、スターリン）

第二次世界大戦後の国際秩序として、第一次世界大戦中の1918年1月8日に当時のウッドロウ・ウィルソン米国大統領の「十四か条の平和原則」第14条「国際平和機構の設立」の中での提唱により設立された国際連盟（第一次大戦における連合国を中心として存在した国際機関、ただし設立を提唱した人物が国家元首かつ政府の長であった肝心のアメリカ合衆国は議会の反対したことが理由となり、廃止されるまで終始一貫して加盟することはなかった）に代わる新たな国際機構を4大国を中心に設立することを確認したのは1943年10月30日の「モスクワ宣言（4大国宣言）」である。フランクリン・ルーズベルト米国大統領は1941年の大西洋憲章以来、戦後の国際機構の設立を含む戦後計画に取り組みはじめており、1942年春にソ連のヴャチェスラフ・モロトフ外相に「アメリカ、イギリス、そして多分中国と並んで、ソ連は軍備をもった国となり、他の国々は非軍事化されるだろう。ヨーロッパ諸国の植民地帝国は切り離され、3大国または4大国（great powers）に統治が委任されることとなろう」と伝え、ソ連が戦後世界における警察官の一人となることを認める主旨の発言をしていた。
1943年11月のテヘラン会議でルーズベルト大統領が熱心に中華民国を連合国の主要メンバーに引きずりあげることを主張した。アメリカだけが後押しする中国について、イギリスは欧州におけるアメリカのコミットに鑑みて11月27日に至って戦時内閣は中国を大国として処遇することに同意する方針を決めた。ソ連は1943年10月のモスクワ外相会議の段階でもモスクワ宣言に中国を参加させることに反対であった。中国社会科学院の資中筠元米国研究所長によれば「中国はいかなる基準でも三大国と対等なパートナーではなかった。実際には三大国によって新たな地位を決められたのだった。当初はイギリスのウィンストン・チャーチル首相もソ連のヨシフ・スターリン共産党書記長も中国を二流のパワーとみなし、大国の地位を与えることには強く反対した」。ルーズベルトは、中国の格上げは対日戦争での中国の士気を高めるだけでなく、戦後のアジアで中国を親米の強力な存在とし、ソ連の覇権や日本の再興を抑えるのに役立つ、と計算しており、アジアの国を大国扱いすることは戦後の世界での欧米支配の印象を薄めるという考慮もあった。しかしチャーチルはアメリカのこの動きを「中国の真の重要性をとてつもなく拡大する異様な格上げ」と批判した。スターリンも中国の戦争貢献の少なさを指摘し、さらに激しく反対した。だがルーズベルトはソ連への軍事援助の削減までをほのめかして、反対を抑えていった。
1943年10月の米英ソ三国外相（米国：コーデル・ハル国務長官、英国：アンソニー・イーデン外相、ソ連：ヴャチェスラフ・モロトフ外相）のモスクワ外相会議で晩餐会の席上、スターリンは初めて対日参戦の意思を表明する。これを受けて、1943年11月22日から26日の米英中三国首脳のカイロ会議で、ルーズベルトは蔣介石国民政府主席に大連を自由港として譲ることを要請し、ソ連が中国と協調することを条件に蔣介石はこれに同意した。1943年11月28日から12月1日、米英ソ三国首脳のテヘラン会議で、ルーズベルトはスターリンに、ソ連の不凍港として大連を国際的自由港化する案を提示した。これはソ連の対日参戦の代償であるが、中国を犠牲とする取引であった。
アメリカはヨーロッパやアジア戦線で連合国が勝利するために、蔣介石率いる国民党軍の戦線からの脱落を防止し、日中戦争において100万人の日本軍支那派遣軍を中国大陸に釘付けにさせる方針を行っていたが、中国は1941年12月の太平洋戦争勃発により戦略的重要性が低下し、日本軍を釘付けにさせる受動的役割しか期待できず、対日戦に貢献できなかった。
チャーチルとルーズベルトにとって国民政府の動向は相変わらずの心配の種であった。ソ連がソ満国境を南下する時期がもし仮に事前に国民政府に漏れたならば、それだけで蔣介石政権内部では国民党派と延安共産党の間のバランスが一挙に崩れ、国民政府の焦慮があるいは南京との接近と関係修復に結びつく可能性があった。そうなれば日本の支那派遣軍や南方総軍も重慶南京合同政権のもとに結集し、東南アジア全体の情勢に重大な影響を与える可能性があった。

## 中華民国の実態
1943年11月のカイロ会談の時点で米英は、あくまで中国国民党を主役に据えての中国大陸での決戦、そしてそれに続けて朝鮮を経由しての日本侵攻を想定していた。その報酬として台湾・満州・朝鮮が引き渡されることが約束された。ところがこの対日戦構想は、ヨーロッパ戦線におけるソ連軍と同じ役割を果たすほどに中国国民党軍が精強であるということを前提としたものであった。太平洋戦争（大東亜戦争）前期頃の国民党軍は、日本軍に対しゲリラ戦で物資を遮断し、人海戦術で士気やある程度の損害を与える武力と兵員は存在していたが、中国大陸から完全に駆逐できるほどの戦力は無く、米英にとっての蔣介石は、対日戦略を共有することが難しい相手である問題を抱えていた。
ルーズベルトは、中国を、日本との休戦協定・単独講和によって連合国戦線から脱落させることのないよう、5億ドルの借款給与、不平等条約撤廃、中国人移民禁止解禁、モスクワ宣言やカイロ会談に象徴されるように大国化政策をとり、台湾返還を取引条件として鼓舞した。そして、このカイロ宣言において、米英中は日本軍の無条件降伏までの対日戦争の継続を宣言した。このような政策は一見すると中国を優遇したもののようにも思える。しかしカイロ宣言後の12月6日、ルーズベルトは中国に派遣されていたスティルウェルと国務省派遣の外交官から、思いっきり冷水を浴びせられた。

## 第二次世界大戦の終結

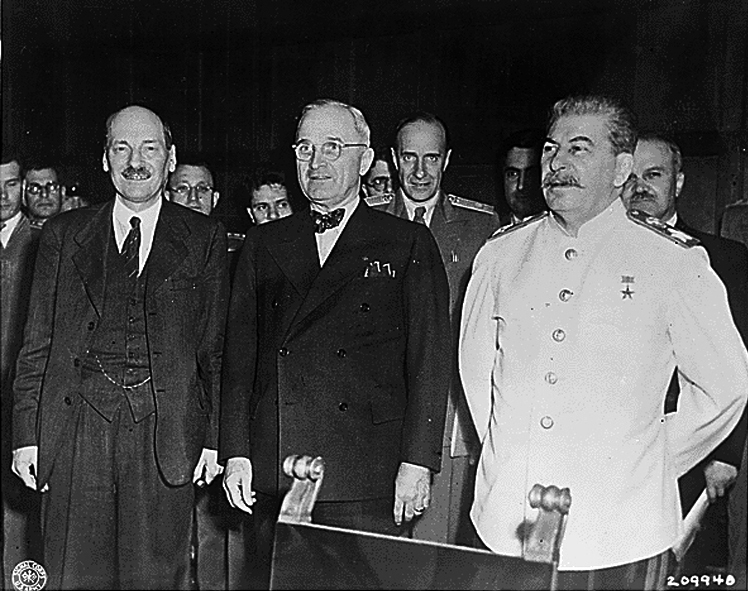
ポツダム会議。（左から）アトリー、トルーマン、スターリン。なおポツダム宣言に署名したのは米英中。

アメリカ、イギリス、ソ連、中国は第二次世界大戦終結まで戦いを完遂した。ポツダム会談は米英ソのハリー・トルーマン大統領、クレメント・アトリー首相、ヨシフ・スターリン共産党書記長がポツダムで会談したが、署名したのはアメリカ、イギリス、中国の政府代表であった。

## 国際連合の安全保障理事会常任理事国
フランスがルーズベルト米大統領の構想から除外されていたのはヴィシー政権の存在があった。後にチャーチル英首相が一貫してシャルル・ド・ゴール将軍下のフランスを擁護した。アメリカがフランスを大国として処遇する意思はなく、戦後における大国としての地位を認めないとする点で一致した政策路線をもっていた。この背景には1941年12月のサンピエール島・ミクロン島占拠事件におけるド・ゴールに対する強い不信感があった。
1943年3月27日のルーズベルト米大統領と英外相アンソニー・イーデンとのワシントン会談において、大統領側は戦後の国際機構は最終的に米英ソ中が実質的決定を行うのであり、この4カ国は長きに渡って世界の治安維持に責任を負わねばならなくなる国であると述べている。1943年のテヘラン会談の際にスターリンはフランスへの全面的な不信感を口にし、フランスから帝国を取り上げるべきだと発言し、この考えはかねてからルーズベルトが考えていたことであった。チャーチルはヨーロッパには強いフランスが必要であり、またそもそも全ての植民地を国際的な信託統治へ移行させようとするルーズベルトの企みに道を作ってしまうものと警戒していた。1944年8月21日 - 10月9日のダンバートン・オークス会議で、四大国と並んでフランスを国際連合の安全保障理事会常任理事国とすることが合意された。

## 文献情報
- 「F.D.ルーズベルトの中国政策:第2次大戦期を中心として」滝田賢治『一橋研究』(1975年12月)
- 「『管理された革命』構想 --米国の対中国政策1941-1945年--」杉田米行『西洋史学』157号（1990年6月）
- 「太平洋戦争期の米中関係におけるスティルウェル事件の一解釈」杉田米行『アジア太平洋論叢』第6号 (1996年)
- 「国連安保理事会「5大国制」の起源に関わって」安藤次男（立命館国際研究2005-03）
- 「「大東亜会議」外交と東南アジア：欧米植民地の初期独立」判澤純太（新潟工科大学研究紀要10号 2005.12）（※PDF-P.9以降に直接の記述あり）
- 「「国際警察力」理論の形成と発展」綱井幸裕（衆議院調査局「論究」vol.5 2008.12）（※PDF-P.99以降に記述あり※衆議院調査局首席調査員が執筆したもの。）